# いよ×イチ
『いよ×イチ』（いよイチ）は、愛媛県内のNHK総合テレビで平日の夕方に放送されていたNHK松山放送局制作のローカルニュース番組である。

## 概要
7年間にわたって放送された『いよかんワイド』に替わり、2011年に放送を開始した。本来は2011年春改編により3月28日に始められることになっていたが、東日本大震災による特別編成等のため1週間遅れで、4月4日が初回となった。そのため、本来は18:10開始となるはずだったが、第1週は18時のNHKニュースの延長で、2週目からは『震災に負けない ゆうどきネットワーク』被災地リレーニュース編成により、18:30からの短縮放送になっていた。6月からは、本来の通常編成に戻った。
2014年度にタイトルロゴとスタジオセットを一新。男性キャスターに『あさイチ』などの全国向け番組で活躍し、2014年4月に東京アナウンス室から異動してきたアナウンサーの松田利仁亜を起用しリニューアルされた。
2016年度から『ひめポン!』がスタートしたため、本番組は2016年4月1日をもって終了した。

## 放送時間
- 愛媛県内の総合テレビ　平日 18:10 - 18:58.55（JST）

※祝日と重なった場合は18:45から四国ブロック向けのニュース・気象情報を放送。
※開始当初から数か月は、前項の事情により18:30開始。
※2015年9月28日放送分からはスポット枠を廃止して18:59.55までの放送になり、『NHKニュース7』に直結するようになった。

## 出演者

### キャスター

#### 現在
- 松田利仁亜[1]（2014.4 - 番組終了）
- 岡崎咲奈[2]（同上）
- 岡田留美[3][4]（同上）

※岡田・岡崎は隔週交替。

#### 過去
- 永井克典[3]（2011.4 - 2012.3）
- 岡田千春[3]（同上）
- 上代真希（同上）

※岡田千春・上代は隔週交替。
- 鹿沼健介（2012.4 - 2014.3）

### コーナー担当

#### 現在
- 杉澤綾華（気象予報士）
- 井原早紀[5]（スポーツコーナー担当）
- 久保田優（「校歌の旅」担当）
- 手塚真未（リポーター）
- 平井友莉（同上）

#### 過去
- 木村貴之（気象予報士）
- 石榑亜紀子（気象予報士）
- 石田鮎美（「えひめイチバン!」担当）
- 野村沙綾（「校歌の旅」担当）